# Grzbiet Amerykańsko-Antarktyczny
Grzbiet Amerykańsko-Antarktyczny – podwodny grzbiet śródoceaniczny na Oceanie Atlantyckim, ciągnący się od węzła potrójnego Bouveta w pobliżu Wyspy Bouveta ku południowemu zachodowi, gdzie jest ucięty przez wielki uskok transformacyjny, na wschód od wysp Georgia Południowa i Sandwich Południowy. Grzbiet Amerykańsko-Antarktyczny oddziela płytę południowoamerykańską od płyty antarktycznej.